# Cine Valira

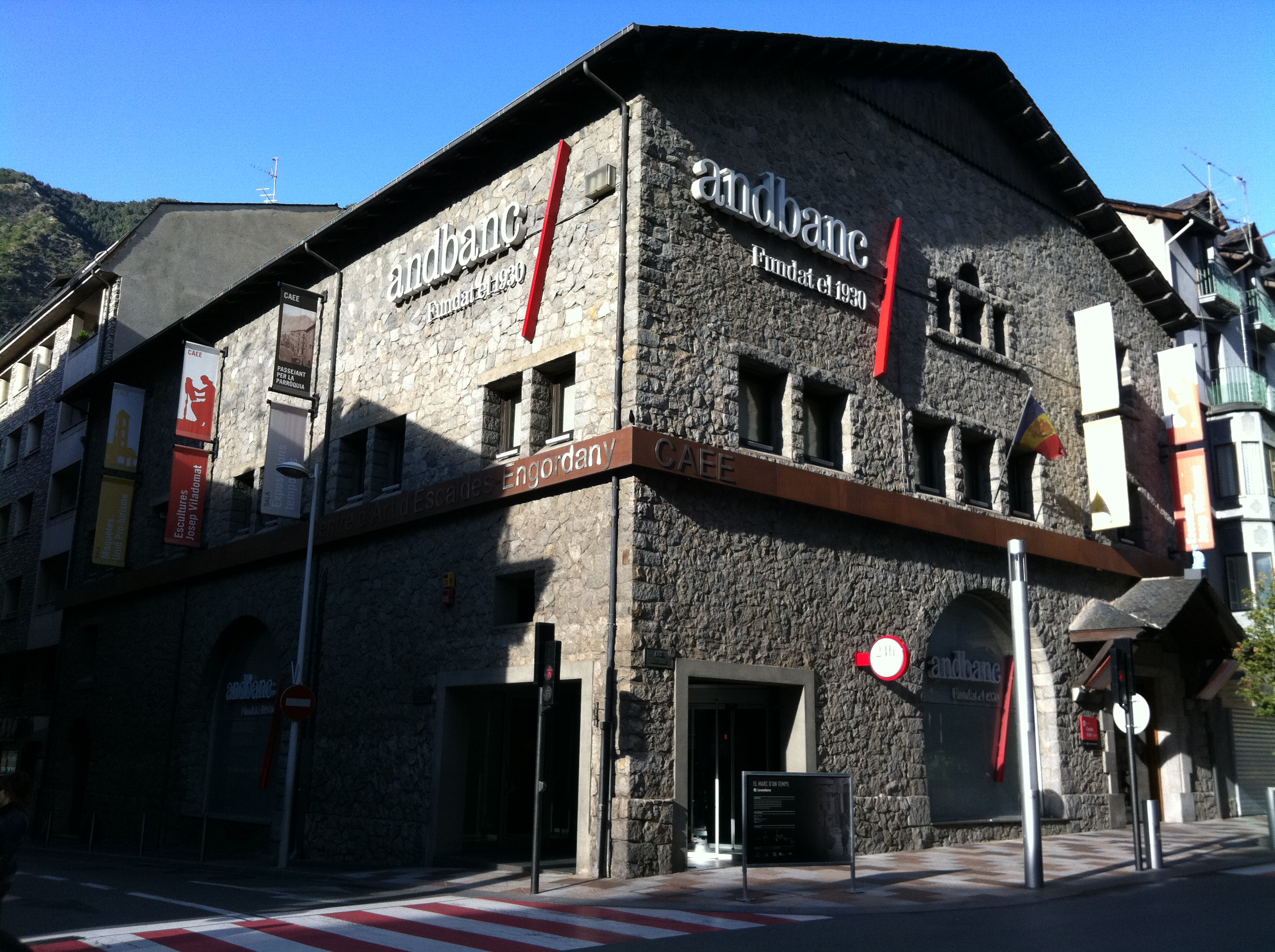
Ehemaliges Cine Valira

Das Cine Valira war das erste Kino in Andorra.
1934 wurde das Kino im Hostal Valira in Escaldes-Engordany eröffnet. Betreiber war die Familie Ribas Duró. Die beiden 35-mm-Filmprojektoren stammten von der Firma Supersound S.A. aus Barcelona. Der Konstrukteur Hugo Texidó hatte diese Maschinen mit der Bezeichnung Supersound-Vanguard III entwickelt. Sie waren mit Lichtbogenlampen bestückt, die mit einem in Luft brennenden Lichtbogen zwischen den Graphit-Elektroden als Lichtquelle dienten. Die Projektoren waren bis Ende der 1950er Jahre im Einsatz und wurden 2007 durch die Unterstützung der Julia Reig Foundation restauriert. Sie befinden sich heute im Museum.
Seit den Umbau- und Restaurierungsarbeiten 2005 wird das ehemalige Kinogebäude als Museum Centre d’Art d’Escaldes betrieben, im vorderen Teil des ehemaligen Lichtspieltheaters befindet sich eine Bank.